# ボウモア
ボウモア（英: Bowmore [boʊˈmɔː]）は、スコットランドの西の海、アイリッシュ海に連なるヘブリディーズ諸島のひとつ、アイラ島にある村である。同島の行政上の中心地として機能する。その名は同島の著名なシングルモルト・ウイスキーの蒸留所であるボウモア蒸留所にとられ、同蒸留所で製造されるスコッチ・ウイスキーの銘柄の名前にもなっている。Bowmoreはゲール語のBogh Mòr「大きな湾」に由来する。

## 歴史

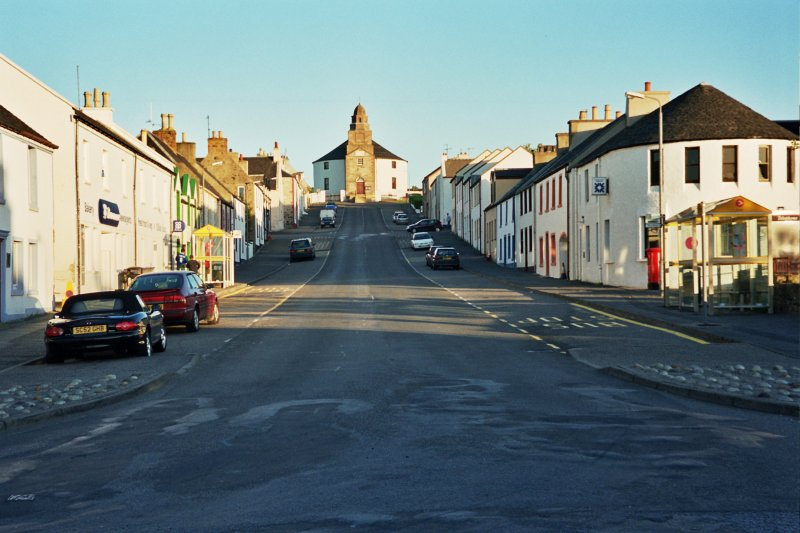
ボウモアの円形教会（中央奥）と町並み

ボウモアは、大通りが碁盤の目状となるように計画された村である。
1770年、ダニエル・キャンベルによって村の建設が開始された。それは、キラロウ教区教会（en:Kilarrow Parish Church）が完成（1767年）した直後のことであった。（キラロウ教区教会は、珍しい円筒状の建物。「悪魔が隠れる角をなくす」という目的でユニークな形状となった。通称 The Round Church（円形教会）と呼ばれる。）
1779年、ボウモア蒸留所が、島の中央部・インダール入江（en:Loch Indaal）に面した場所で操業を開始した。ボウモア蒸留所の隣には熟成庫があったが、今はスポーツジムを併設した室内水泳場（McTaggart Pool and Leisure Centre）に転用され、蒸留所の排熱はスイミングプールの水を温めるために二次利用されている。

## 第二次世界大戦中のボウモア
第二次世界大戦中は、ボウモアにイギリス空軍の水上飛行機の基地が置かれ、飛行艇ショート サンダーランドと PBY（カタリナ）がインダール湾を中心に運用された。戦時中の記録映画「Coastal Command」はボウモアで撮影され、ボウモアの目抜き通りとキラロワ教区教会の上を低空飛行するサンダーランドの姿がとらえられている。

## 施設
ボウモアにはいくつかのホテル、レストラン、店舗及び病院、小学校、高校があり、コミュニティ新聞であるThe Ileach（イーラハ）の拠点でもある。また、ゲール語とアイラ島の文化遺産を振興する目的で、文化センターとカレッジを兼ねる複合文化施設Ionad Chaluim Chille Ile （アイラコルンバセンター）が設立されている。

## 著名人
- The Rev Donald Caskie（ドナルド・カスキー師）

第二次世界大戦下のフランスにおける英雄的行為により、「Tartan Pimpernel（タータンの紅はこべ）」 として知られる聖職者。スコットランド教会に、ナチスに追われた亡命者を助けることを働きかけ、自らが その任務に就いた。おびただしい数の亡命者を安全に英国へと運ぶことに成功。命がけで多くの人を救った。
- Glenn Campbell（グレン・キャンベル）

BBCスコットランドの政治特派員として、テレビにレギュラー出演する。